# 臺灣演習林

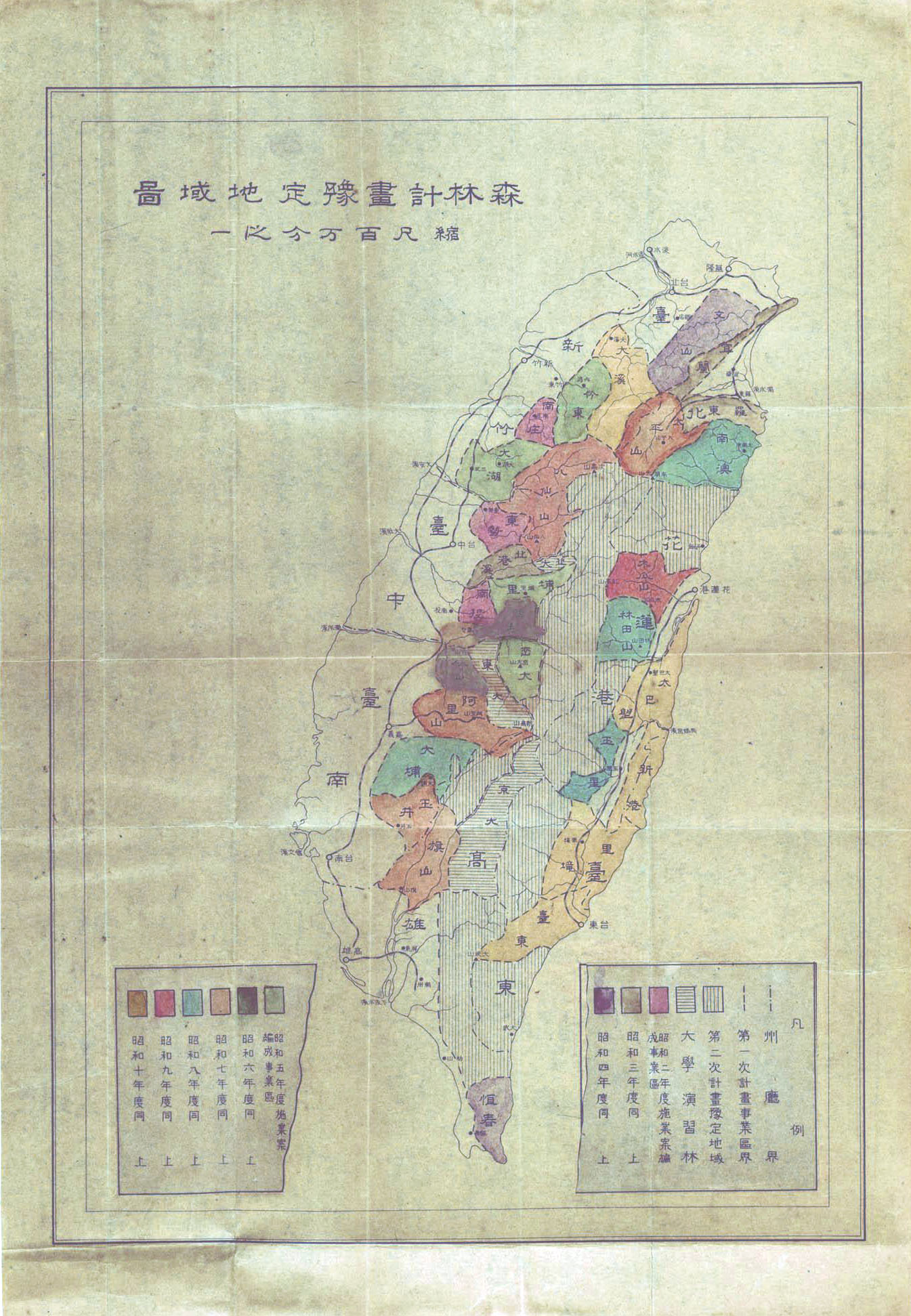
台灣森林計畫預地域圖，圖上可見東京、京都、北海道帝國大學演習林

演習林，為日本為提供研究和教育功能所劃定的林地。台灣最早的演習林，為東京帝國大學演習林，在1900年即向台灣總督府申請設置演習林，作為造林試驗及林產物研究。台灣在日治時期共設有7處演習林，分別隸屬於台北、東京、京都、九州、北海道帝國大學。演習林在戰後由林務局接收，現在部分作為台灣大學和中興大學的林場，以及森林遊樂區。

## 概要
| 大學別                      | 名稱       | 位置                             | 設立日期       | 面積（甲） | 現況                 |
| --------------------------- | ---------- | -------------------------------- | -------------- | ---------- | -------------------- |
| 東京帝國大學                | 演習林     | 台中州竹山郡鹿谷庄、新高郡蕃地   | 1904年11月12日 | 56,031     | 台灣大學實驗林       |
| 京都帝國大學                | 基本財產林 | 高雄州旗山郡蕃地荖濃溪流域       | 1905年11月16日 | 61,350     | 扇平森林遊樂區       |
| 九州帝國大學                | 演習林     | 台北州文山郡石碇庄乾溝字後坑子   | 1913年12月22日 | 2,057      | 乾溝工作站新店分所   |
| 北海道帝國大學              | 演習林     | 台中州能高郡蕃地                 | 1916年7月12日  | 7,150      | 中興大學惠蓀實驗林場 |
| 台北帝國大學 附屬農林專門部 | 演習林     | 台中州東勢郡東勢庄石壁坑         | 1920年3月16日  | 312        | 中興大學東勢林場     |
| 台北帝國大學 附屬農林專門部 | 演習林     | 台南州新化郡新化街礁坑仔、大坑尾 | 1920年6月2日   | 340        | 中興大學新化林場     |
| 台北帝國大學 附屬農林專門部 | 演習林     | 台北州文山郡新店庄直潭           | 1941年         | 120        | 中興大學文山林場     |

## 大學演習林

### 東京帝國大學演習林

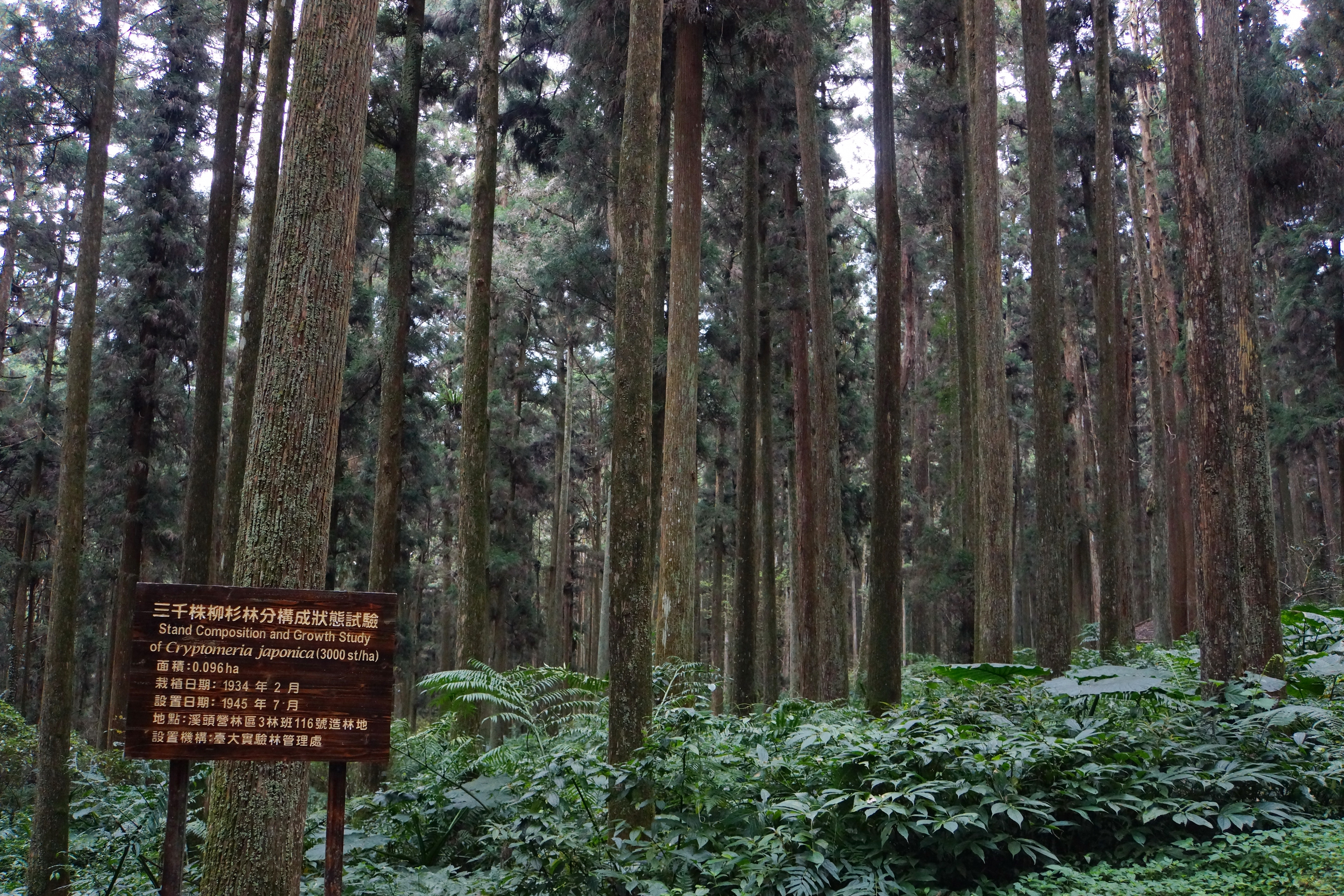
溪頭柳杉實驗林

1946年7月1日，改為第一模範林場。1949年6月，撥供臺灣大學農學院使用。現為國立臺灣大學生物資源暨農學院實驗林。

### 京都帝國大學基本財產林
京都帝國大學無農業科，所以其林場稱為基本財產林。並直到1914年才派員來台成立事務所，壽劃成立演習林。大正15年〈1926年〉，京都帝大正式成立台灣演習林。主要是栽培試驗金雞納樹、相思樹、台灣赤松、桂竹、刺竹等熱帶樹種。1946年7月1日，由東南行政長官公署農林處接收，改為第二模範林場，現為扇平森林遊樂區。

### 九州帝國大學演習林
主要栽培試驗樟、肖楠、等樹種。1946年7月1日，改為第四模範林場。1948年5月1日，併入台北山林管理所，改為乾溝工作站新店分所。位於台北水源特定區。

### 北海道帝國大學演習林

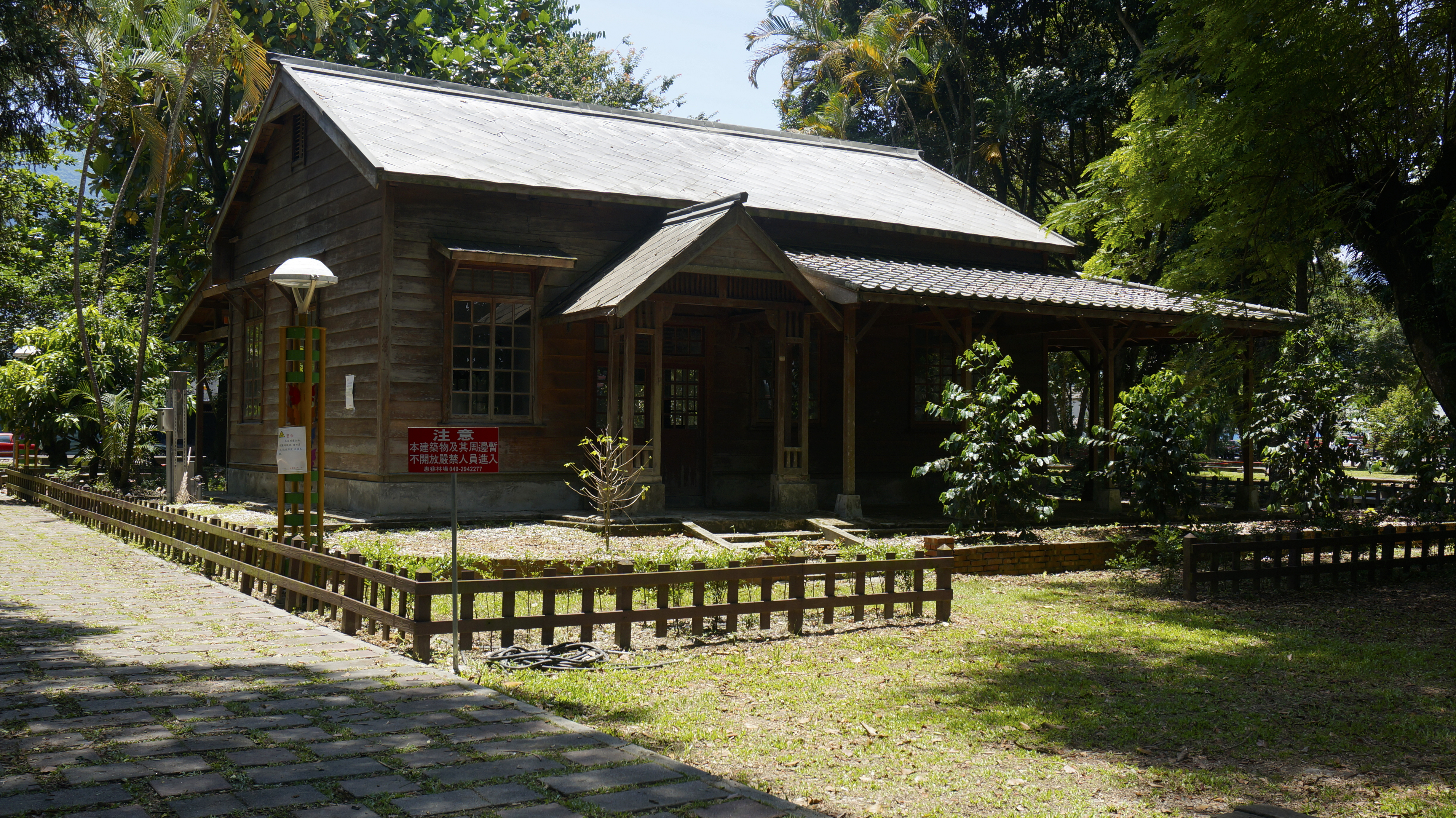
原北海道帝國大學農學部附屬台灣演習林辦公室

原為東北帝國大學實驗林，1918年移交給北海道帝國大學。主要是栽培試驗金雞納樹、相思樹、咖啡、橡膠等熱帶樹種。1946年7月1日，改為第三模範林場。1949年8月，移交給臺灣省立農學院接管，改名為能高林場，現為中興大學惠蓀實驗林場。2011年將國立中興大學實驗林管理處埔里連絡站（原北海道帝國大學農學部附屬台灣演習林辦公室）指定為南投縣歷史建築。

### 台北帝國大學附屬農林專門部演習林
台中及台南演習林在劃定當時，大部分為草生地，部分為雜木、桂竹散生。

#### 台中演習林
位於大安溪和大家溪之間的石壁坑部落。從事相思樹、琉球松和其他熱帶林木造林試驗。戰後曾遭盜墾濫伐。現為中興大學東勢林場。

#### 台南演習林
原為水源涵養保安林，臺灣總督府農林專門學校校長阿部文夫基認為農林教育應以理論與實際配合教學，請求總督府將所保管山林移撥學校設立演習林1920年6月2日「民國9年（大正九年） 」核撥台南州新化郡新化街礁坑仔及大坑尾山林地，作為臺南演習林。其後1922年4月（大正十一年四月）農林專門學校被廢止，新成立總督府高等農林學校，1928年3月（昭和三年三月）總督府臺北高等農林學校改成台北帝國大學附屬農林專門部台南演習林。提供學生實習研究。2006年至2011年由中興大學新化林場委外經營名稱為新化國家植物園。2017年中興大學回收自營。

#### 台北演習林
1941年設立。

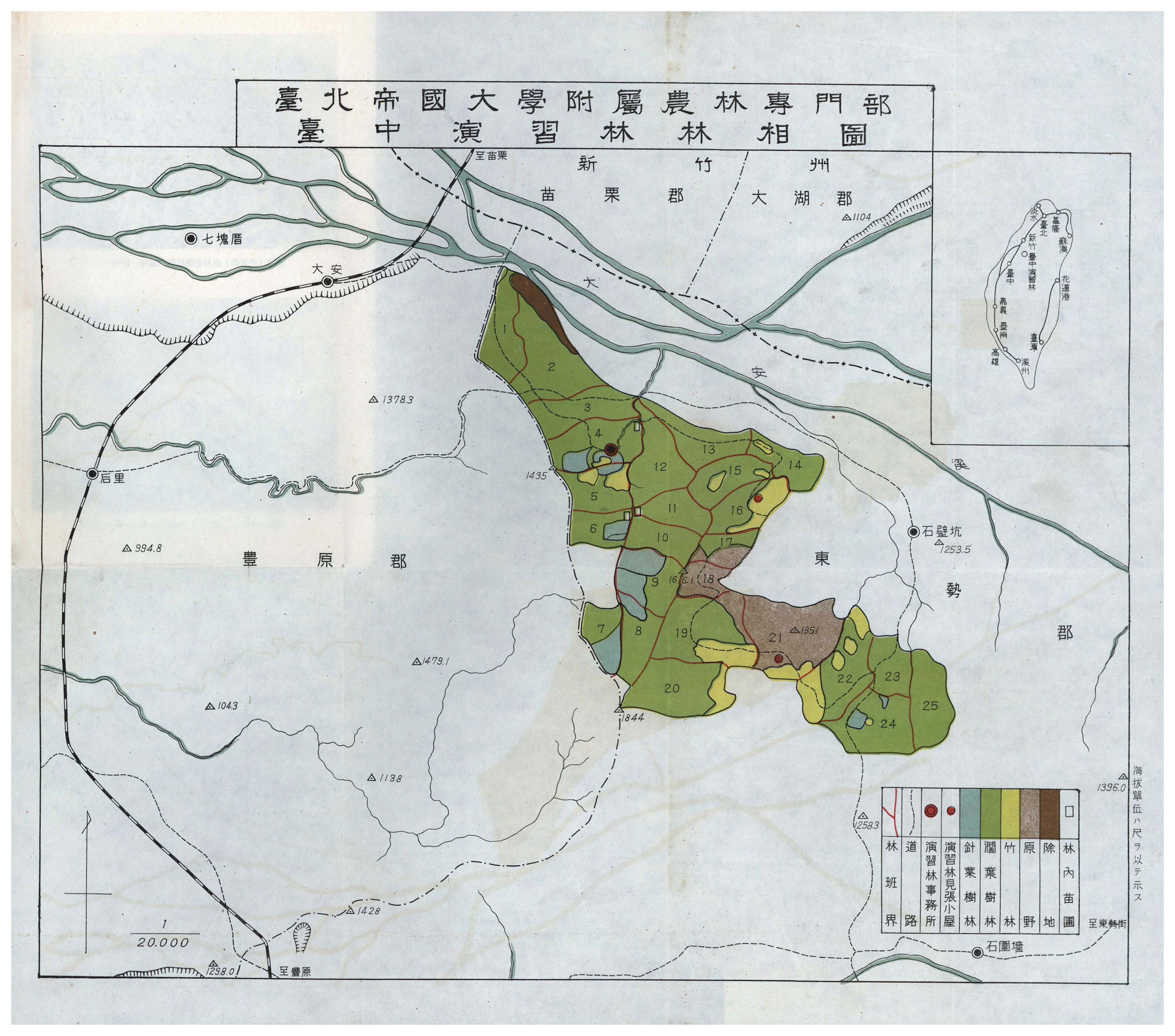
台北帝大-台中演習林
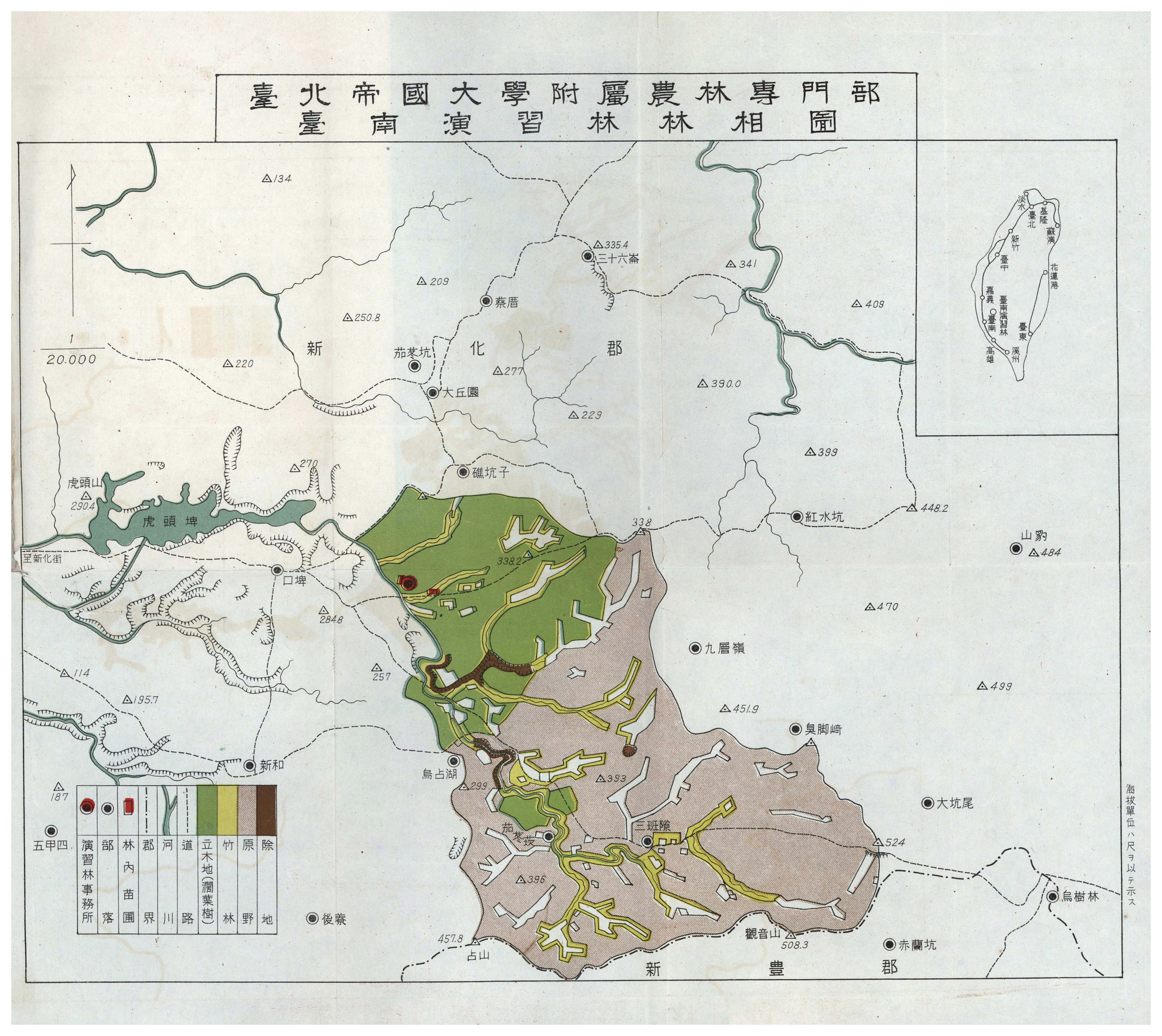
台北帝大-台南演習林